# Partit Verd de Xipre
El Partit Verd de Xipre, també conegut com a Moviment Ecologista i Mediambiental (grec Κίνημα Οικολόγων Περιβαλλοντιστών; Kinima Oikologon Perivallontiston) és un partit polític de Xipre d'ideologia ecologista fundat el 1996. A les eleccions legislatives xipriotes de 2001 va obtenir el 2,0% dels vots i 1 de 56 escons. A les eleccions legislatives xipriotes de 2006 va obtenir el mateix resultat i 1 dels 56 escons.

## Resultats electorals

### Eleccions legislatives
| Any  | Vots   | Vots | Vots | Escons | Escons |
| Any  | #      | %    | Pos. | #      | ±      |
| ---- | ------ | ---- | ---- | ------ | ------ |
| 1996 | 3,710  | 1.00 | 8è   | 0 / 56 | Nou    |
| 2001 | 8,129  | 1.98 | 8è   | 1 / 56 | 1      |
| 2006 | 8,193  | 1.95 | 6è   | 1 / 56 | =      |
| 2011 | 8,960  | 2.21 | 6è   | 1 / 56 | =      |
| 2016 | 16,909 | 4.81 | 7è   | 2 / 56 | 1      |
| 2021 | 15,762 | 4.41 | 7è   | 3 / 56 | 1      |

### Parlament Europeu
| Any  | Vots                              | Vots                              | Vots | Escons | Escons | Escons                  |
| Any  | #                                 | %                                 | Pos. | #      | ±      | Notes                   |
| ---- | --------------------------------- | --------------------------------- | ---- | ------ | ------ | ----------------------- |
| 2004 | 2,872                             | 0.86                              | 8è   | 0 / 6  | Nou    |                         |
| 2009 | 4,602                             | 1.50                              | 6è   | 0 / 6  | =      |                         |
| 2014 | Coalició amb EDEK                 | Coalició amb EDEK                 | 4t   | 0 / 6  | =      | D'un eurodiputat (EDEK) |
| 2019 | Coalició amb Aliança de Ciutadans | Coalició amb Aliança de Ciutadans | 7è   | 0 / 6  | =      |                         |
| 2024 | 4,742                             | 1.29                              | 9è   | 0 / 6  | =      |                         |